# 食べログ

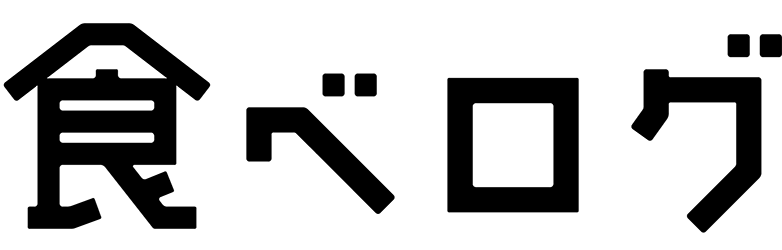
食べログのロゴ

食べログ（たべログ）は、カカクコムグループが運営するグルメレビューサイトである。コンセプトは「ランキングと口コミで探せるグルメサイト」。ユーザーの口コミと共に全国のレストラン情報が掲載されている。2005年3月にサービスを開始。

## 特徴・システム
食べログは主に下記の機能に分類されている。
食べログ（レストラン）
日本全国の飲食店を中心に基本的に無料で記載している。
ユーザーはアカウント作成すると、レストランの口コミ情報や画像の投稿ができる。口コミは後から修正することもできる。口コミの採点は「料理・味」「サービス」「雰囲気」「CP（コストパフォーマンス）」「酒・ドリンク」の5つの項目で評価され、各店の細やかな傾向をわかりやすく伝えることを目指している。
ユーザー登録してから一定回数以上の投稿を行った後でないと、店舗への採点に反映されず、また極端に低い評価をつけることもできない。
なお、店舗への総合採点が4点以上で且つ影響度の高いレビュアーが記載したレビューは「ピックアップ口コミ」として、各店舗の口コミ一覧表示の一番上の行にて目立つように表示される仕組みがある。
食べログまとめ
店舗を任意のテーマに応じたリストにまとめて紹介できるサービス。
都道府県・市町村などのエリア別で紹介したり、ラーメンやカフェなどのジャンル別で紹介したり…と多岐にわたるまとめ方ができるのが特徴。
レビュアーだけではなく、食べログ運営側が作成したまとめも多数存在している。
また、食べログ運営側が決めたテーマに沿ったまとめを投稿するとAmazonギフト券が抽選でプレゼントされるキャンペーンを毎月開催している。
食べログレビュアー
食べログでは口コミを投稿するユーザーをレビュアーと呼んでおり、レビュアー同士がレストランやお取り寄せ、コミュニティなどでコメントを投稿し、交流できることが特徴となっている。さらに、ランキングやエリア別・ジャンル別でユーザーの好みにあったレビュアーを探すことができる。食べログレビューアーアワードでは投稿した口コミから、他のユーザーによってお店を数多く保存されたレビューアーを表彰するようになった。
THE TABELOG AWARD
2007年度から2014年度までは食べログユーザーの口コミ・評価をもとに決定する年間レストランランキング「ベストレストラン」として紹介され、ベストレストラン、ベストランチ、ベストラーメン、ベストスイーツの4部門から評価される。2015年度よりJapanRestaurantAward2016、JapanRamenAward2016、JapanSweetsAward2016の3部門に分類され、2016年度のお店の評価よりTHE TABELOG AWORD2017と名前を変え現在に至る。対象期間中に食べログの総合点4.00を超えたお店がノミネートされ、ノミネート店の中から食べログユーザーの投票により、Gold、Silver、Bronze各賞いずれかを決定される。Goldは、この国のどこにあったとしても、生涯通い続けたいお店。Silverは一生に一度は味わっておきたい、匠の技に出会えるお店。Bronzeは、レストランを語るなら、必ず押さえておくべき名店として分類されている。
食べログ百名店
2018年度より毎年、ジャンルごとに食べログの総合点上位100店舗を「食べログ百名店」として表彰。ラーメン、スイーツジャンルは選出基準に達している店舗数が多いため、エリアを三つに分けて表彰している。
選出対象ジャンルは下記の通り。
・焼き肉
・ピザ
・お好み焼き
・とんかつ
・カレー
・ハンバーガー
・うなぎ
・焼き鳥
・うどん
・そば
・パン
・ラーメン（TOKYO）
・ラーメン（EAST）
・ラーメン（WEST）
・スイーツ（TOKYO）
・スイーツ（EAST）
・スイーツ（WEST）
食べログマガジン
カカクコムの編集部による取材をもとに構成した飲食店の紹介記事を掲載したもの。
一般レビュアーが一切関与しておらず、ネットニュースのように一方的に情報を配信するサービスである。
食べログプレミアムクーポン
プレミアム会員のみ利用可能なサービス。
最低でも20％以上の大幅割引クーポンが使用できる。
ただし、1店舗につき1回しか使用できないので注意。
食べログ求人
飲食店専門の求人サイト。食べログで高評価のお店や人気のチェーン店の正社員・アルバイトの仕事が探せる。

## 口コミ
投稿したコメントが全て掲載されるわけではなく、以下の口コミはお店ページに表示されない。
- 本文が100文字未満のもの
- 訪問月が入力されていないもの
- 昼/夜が選択されていないもの
- 一定件数以上の口コミを投稿していないレビュアーによるもの[3]。

また、以下の場合等には、ガイドライン違反であるとして食べログ側が修正を依頼したり、削除する場合があるとしている。
- 主観的な表現でない、断定的な表現のもの（例：こんなまずい店に行く価値はない）
- ユーザーが実際に食事をしていないもの（例：態度が気に入らなかったので食べずに帰った）
- 特定人種に対する決めつけ、批判・差別にあたるもの（例：○○人だから接客レベルが低くても仕方ない）
- 店へ悪影響を及ぼしかつ事実関係の確認が困難なもの（経費削減のためエアコンをつけていない）[4]
- 他レビュアーへの誹謗中傷、店舗への断定的批判（例：レビュアーAさんは味音痴だ、この店はやる気がないので潰れた方が良い…など）

### 店舗の評価点計算
店舗への口コミ採点は5点満点中3点を基準点としておりユーザーの口コミ採点により上下変動する（ただし、各ユーザーはそれぞれの基準で点数を設定しているため、各ユーザーのレビューにおいて3点が必ずしも平均的な点数というわけではない）。
採点に関する厳密な計算式は食べログより公開されていない。食べログはかねてより店舗の評価点はレビュアーの単純平均ではなく加重平均であることを明らかにしていたが、2019年に点数操作疑惑に対する反応としてレビュー点数の扱いに関する詳細な説明を行い、不正対策のため純粋な加重平均より複雑なアルゴリズムを採用していることを明らかにした。
店舗の点数算出は毎月第1火曜日と第3火曜日の原則月2回更新される。したがって、レビュアーの採点が店舗の評価として反映されるまで口コミ投稿日から最長約2週間程度のタイムラグが発生する。
2012年3月1日、「レビューのやらせ問題（後述）」への対策として、点数算出アルゴリズムの大幅な見直しが行われた。
評価点の偏りを検証したサイトにより、3.6付近の評価が異常に多く、3.8を超える評価は極端に少ないと、評価点の分布に偏りがあることが判明している。

## 過去実施していたサービス
食べログコミュニティ
掲示板を利用してグルメに関するさまざまな情報を交換できるサービス。
2018年3月31日をもってサービス終了。
食べログお取り寄せ
食べログ（レストラン）と同様にお取り寄せグルメの口コミを投稿することができる。
2018年7月31日をもってサービス終了。
食べログワンコインランチ
月額500円（税抜）で利用できる定額制サービス。
クーポンを提示することにより、対象店舗の対象ランチメニューを500円（税抜）にて食べることができる。
なお、このサービスはプレミアム会員のサービス対象外となるため、プレミアム会員費とは別に月額利用費を支払う必要がある。
2020年10月31日をもってサービス終了。
食べログモール
2020年6月にオープンしたグルメ通販サイト。「おうちに名店の味わいを届ける“プレミアムフードモール”」がコンセプト。
2023年3月31日をもってサービス終了。
食べログテイクアウト
テイクアウト可能な飲食店を探して、注文・事前決済まで簡単に完了できるサービス。
2023年2月28日をもってサービス終了。

## トラブル

### レビューのやらせ
2012年1月4日、ユーザーが自由に投稿できることを悪用した業者によるクチコミを装ったやらせ評価（業者に対して金銭を払えばその対価として5点満点を大量に付けるなど）が行われていたことが発覚した。カカクコムは悪質な業者に対しては法的措置などで排除に力を入れるとしているが、やらせを完全に排除するのは困難であるとも述べている。1月5日、この問題を受けて消費者庁は不当景品類及び不当表示防止法（景品表示法、不当表示）に基づき調査を行ったが、やらせに関わった業者に対して行政処分を科すのは非常に難しいとの見解を示した。3月1日、カカクコムはやらせ評価への対応策として「食べログ」へのレビューに際して、レビュアーの実在性の確認としてレビュアー任意での携帯電話番号での認証を行うこと、点数算出アルゴリズムの大幅な変更を行ったことを発表した。

### 風評被害
2013年（平成25年）5月8日、ユーザー投稿型の飲食店情報サイト「食べログ」に書き込まれたクチコミで「客が激減した」として、札幌市内の男性が運営会社を相手取り、札幌地方裁判所に提訴した。
この男性は2012年（平成24年）2月、自ら食べログに経営する飲食店の情報を掲載した。ところがそこに「料理が出てくるのが遅い」「おいしくない」と いった批判的なクチコミを書き込まれてしまった。直後に店を訪れる客は激減、男性は食べログが原因と考え、店情報そのものを含めて投稿を削除するようカカクコムに求めたが、「食べログ」が拒否したため、店舗情報が掲載されたページに経済的価値があるため店舗名称を使用しているとして店舗情報の削除、および損害賠償220万円の支払いを求める訴訟に至った。
2014年（平成26年）9月4日、札幌地裁は「本件店舗や本件サイトの運営主体の特定や識別を困難にするものではないから，冒用には当たらない」
「口コミは営業権の侵害に当たらず、原告の要求を認めれば表現行為や情報が恣意的に制限されることになる」として、男性の請求を棄却した。

### 無断掲載
店側が掲載を望まないにもかかわらず自店が食べログに掲載されたことにより、訴訟に発展した例がある。
- 2010年（平成22年）9月、佐賀市内の飲食店の店主が、食べログの情報削除を求めて、佐賀地方裁判所に民事訴訟を起こした。店主によると、自店が食べログに無断掲載され、その内容が最新情報と異なるというものだった。カカクコム側は、適切な注意喚起を行っているとして、書き込みの削除を拒んだ[20][21]。この一件は、インターネット上のトラブルにおける新形態として話題になったが、2011年1月に両者は和解し、店主は訴訟を取り下げ、カカクコムは、店の情報を削除した。カカクコム側が和解に応じたのは、これが判例となって、訴訟が相次ぐ事態を避けたかったためとも見られている[22]。
- 2014年（平成26年）2月20日には、大阪市内のバーが「食べログ」からの情報削除と330万円の損害賠償を求めて、大阪地方裁判所に提訴した。そのバーは、「秘密の隠れ家」をコンセプトとしており、客にも店の情報を投稿しないよう求めていた。2013年（平成25年）、店側は「食べログ」にバーの情報が掲載されていることを知り、営業方針を伝えて情報削除を求めたが、カカクコム側は「表現の自由」を理由に削除を拒んだため、民事訴訟に発展した[23]。2015年（平成27年）2月23日に、同地裁は「削除を拒んだことが違法とはいえない」として、原告の訴えを棄却した[24]

### 有名レビュアー接待問題
週刊文春2017年（平成29年）6月8日発売の6月15日号において、食べログ内での有名レビュアー「うどんが主食」が特定の飲食店より過剰接待を受けているとの記事が掲載され、それを受けて同年6月11日該当レビュアーは食べログ内の全てのレビューを削除もしくは非表示とした。

なお、その後に同人物の多くのレビューが修正を加えた上で再掲載された。レビュアーは今回の騒動について友人の店についてレビューしただけと釈明した上で、「友人の店は誤解を招く恐れがあるので今後一切レビューしない」と述べた。
食べログの点数・ランキング付与の基準として前述の通り「ユーザー影響度」と称する加重平均があり、レビュー数の多いレビュアーの影響が大きいため、報道時点で1000件以上のレビュー数のあった該当レビュアーの点数に対する影響度は大きく、今回の報道となった。

### 不当条件の押し付け疑惑
Twitterにおいて飲食店関係者を名乗るアカウントにより、年会費を支払えば評価を上げる、レビュー削除に応じるなどの営業電話がかかってきたというツイートがなされている。
カカクコムはこの疑惑を否定しているが、2019年10月9日に公正取引委員会が飲食店情報サイトの実態調査を開始したことを明らかにした。飲食店情報サイトの具体名は明らかにされていないが、食べログも対象であると見られている。

### アルゴリズムの操作
2019年5月より採点アルゴリズムが変更された影響によって店の評価が不当に下げられた。と飲食店から訴えられていた件に関し、カカクコム側はアルゴリズムを変更したことは認めた。
この提訴について東京地方裁判所は私的独占の禁止及び公正取引の確保に関する法律（独占禁止法）違反（優越的地位の乱用）にあたるとして、2020年6月16日にカカクコムへ3840万円の損害賠償を支払いを命じる判決を下した。
飲食店の「評価方法が不透明」という主張に反論するためにカカクコムはアルゴリズムを開示するという異例の手段を取ったが、カカクコムの反論は認められなかった。
2024年1月19日、東京高等裁判所（木納敏和裁判長）は一審判決を破棄し、飲食店側の請求を棄却した。木納裁判長は「アルゴリズムを変更した目的は一般消費者の感覚と評価点のずれを是正することで合理性がある。優越的地位の乱用を禁じる独占禁止法には違反しない」と判断した。カカクコムが優越的地位にあり、変更で飲食店に不利益を与えたことは認めつつも、定期的なアルゴリズムの変更があり、それに伴って評価点が変動することはサイト上で公開されていると指摘。あらかじめ計算できないほどの不利益ではなかったと結論づけた。

## ユーザーからの評価
TableCheckの「グルメサイトに関する意識調査」によると、食べログを「店選びの基準になっている」と回答した人は17.3%でしかなかった。
- 店選びの基準になっている - 17.3%
- あくまで情報源の1つ - 57.3%
- あまり信頼していない - 21.2%
- まったく信頼していない - 1.6%